# Mariano Gómez (calciatore)
Mariano Gómez (Esperanza, 5 febbraio 1999) è un calciatore argentino, difensore dello Zurigo.

## Carriera
È cresciuto nel settore giovanile dell'Unión (SF), con cui ha debuttato il 25 novembre 2017 nell'incontro di Primera División vinto 3-2 contro il Patronato. Il 26 aprile 2018 ha firmato il suo primo contratto professionistico.
Il 22 gennaio 2019 è stato ceduto in prestito all'Ibiza, rimanendovi per una stagione e mezza prima di rientrare in Argentina. Il 5 settembre 2020 è stato acquistato a titolo definitivo dall'Atlético Madrid che lo ha assegnato alla propria seconda squadra impegnata in Segunda División B. Nel gennaio seguente è passato in prestito al Racing Ferrol.
Le due stagioni successive le ha trascorse in prestito all'Algeciras ed al Badajoz, giocando con continuità in entrambe le annate. Nella stagione 2023-2024 è rimasto all'Atlético Madrid B, senza però riuscire a debuttare in prima squadra.
Il 5 giugno 2024 ha firmato un triennale con lo Zurigo.g

## Statistiche

### Presenze e reti nei club
Statistiche aggiornate al 14 febbraio 2025
| Stagione                 | Squadra                  | Campionato               | Campionato | Campionato | Coppe nazionali | Coppe nazionali | Coppe nazionali | Coppe continentali | Coppe continentali | Coppe continentali | Altre coppe | Altre coppe | Altre coppe | Totale | Totale | Totale |
| Stagione                 | Squadra                  | Comp                     | Pres       | Reti       | Comp            | Pres            | Reti            | Comp               | Pres               | Reti               | Comp        | Pres        | Reti        | Pres   | Reti   |        |
| ------------------------ | ------------------------ | ------------------------ | ---------- | ---------- | --------------- | --------------- | --------------- | ------------------ | ------------------ | ------------------ | ----------- | ----------- | ----------- | ------ | ------ | ------ |
| 2017-2018                | Unión (SF)               | PD                       | 2          | 0          | CA              | 0               | 0               | -                  | -                  | -                  | -           | -           | -           | 2      | 0      |        |
| gen.-giu. 2019           | Ibiza                    | SDB                      | 5          | 0          | CR              | 0               | 0               | -                  | -                  | -                  | -           | -           | -           | 5      | 0      |        |
| 2019-2020                | Ibiza                    | SDB                      | 18         | 1          | CR              | 3               | 0               | -                  | -                  | -                  | -           | -           | -           | 21     | 1      |        |
| Totale Ibiza             | Totale Ibiza             | Totale Ibiza             | 23         | 1          |                 | 3               | -               |                    | -                  | -                  |             | -           | -           | 26     | 1      |        |
| 2020-gen. 2021           | Atlético Madrid B        | SDB                      | 7          | 0          | -               | -               | -               | -                  | -                  | -                  | -           | -           | -           | 7      | 0      |        |
| gen.-giu. 2021           | Racing Ferrol            | SDB                      | 4          | 0          | CR              | 0               | 0               | -                  | -                  | -                  | -           | -           | -           | 4      | 0      |        |
| 2021-2022                | Algeciras                | PDR                      | 34         | 3          | CR              | 0               | 0               | -                  | -                  | -                  | -           | -           | -           | 34     | 3      |        |
| 2022-2023                | Badajoz                  | PF                       | 35         | 0          | CR              | 0               | 0               | -                  | -                  | -                  | -           | -           | -           | 35     | 0      |        |
| 2023-2024                | Atlético Madrid B        | PF                       | 31         | 1          | -               | -               | -               | -                  | -                  | -                  | -           | -           | -           | 31     | 1      |        |
| Totale Atlético Madrid B | Totale Atlético Madrid B | Totale Atlético Madrid B | 38         | 1          |                 | -               | -               |                    | -                  | -                  |             | -           | -           | 38     | 1      |        |
| 2024-2025                | Zurigo                   | SL                       | 23         | 1          | CS              | 3               | 0               | UECL               | 4                  | 0                  | -           | -           | -           | 30     | 1      |        |
| Totale carriera          | Totale carriera          | Totale carriera          | 159        | 6          |                 | 5               | 0               |                    | 4                  | 0                  |             | -           | -           | 168    | 6      |        |